# Elaphoglossum zettleri
Elaphoglossum zettleri är en träjonväxtart som beskrevs av Vareschi. Elaphoglossum zettleri ingår i släktet Elaphoglossum och familjen Dryopteridaceae. Inga underarter finns listade.